# تاریخچه اقتصادی جمهوری آذربایجان
تاریخ اقتصادی کشور آذربایجان یک بررسی تاریخی از توسعه اقتصاد جمهوری آذربایجان از ابتدای قرن بیستم تا اقتصاد مدرن جمهوری آذربایجان است.

## اقتصاد آذربایجان در دوره جمهوری خلق آذربایجان
دولت جمهوری خلق آذربایجان از سال ۱۹۱۸ تا ۱۹۲۰ برای بازگرداندن اقتصاد این کشور کارهای زیادی انجام داد، اما پس از سرنگونی تزاریسم در روسیه، این روند با سقوط روبرو گردید.
بودجه دولت آذربایجان در سال ۱۹۱۹ بالغ بر ۶۶۵ میلیون منات آذربایجان بود. بخش عمده‌ای از آن با فروش نفت و مالیات بر سود حاصل از آن دوباره پر شد که در آن زمان ۳۰٪ بود. منابع دیگر درآمدهای مالی از جمله مالیات‌های غیرمستقیم در فروش شراب، دخانیات و نفت بود.

## در اتحاد جماهیر شوروی
طی سال‌های ۱۹۱۹–۱۹۲۰ ایجاد اقتصادی کشور با سرعت آهسته ادامه یافت. بخش‌های اصلی اقتصادی نفت، گاز، شیمیایی، صنایع سبک، فرآوری مواد غذایی، ماشین‌سازی و فلزکاری بود.
در سال‌های اول پس از جنگ جهانی دوم، تمام شاخه‌های اقتصاد با شرایط دوران صلح منطبق شده بود. در سال ۱۹۸۴، در این دوره، تولید فرآورده‌های صنعتی نسبت به سال‌های قبل از جنگ بیشتر شد. در سال ۱۹۵۰، تولید کالاهای صنعتی نسبت به سال ۱۹۴۰، ۳۹٪ افزایش یافت. در دهه ۱۹۵۰و ۱۹۶۰ توسعه صنعت آذربایجان و ساختارهای منطقه‌ایی آن بهبود یافته و توسعه بیشتری پیدا کرد. بازده کالاهای صنعتی نسبت به سال ۱۹۴۰، ۵/۵ برابر افزایش داشت. ۱۴۶ واحد ازتأسیسات بزرگ صنعتی ۶۰٪ کل این سازه‌ها را تشکیل می‌دادند. این تأسیسات بین سال‌های ۱۹۴۱و ۱۹۷۰ به بهره‌برداری رسیدند که شامل کارخانه‌هایی همچون کارخانه تولید لوله، سنتز آلومینیوم و لاستیک در سومقاییت، کارخانه ذوب آلومینیوم گنجه، کارخانه تصفیه سنگ معدن داش‌کسن (شهر)، نیروگاه برق آبی مینگه‌چویر و غیره به بهره‌برداری رسیدند. بدین ترتیب پایه و اساس این توسعه، صنایعی از جمله صنایع سنگین، انرژی، شیمی، پتروشیمی، پالایش نفت، متالورژی آهنی و غیر‌آهنی، ساخت ابزار و مهندسی برق را تشکیل می‌دهند.

## سال‌های استقلال
جمهوری آذربایجان از زمان استقلال این کشور در سال ۱۹۹۱ اقدام به ایجاد یک سیاست مستقل در زمینه اقتصاد کرد. پس از فروپاشی اتحاد جماهیر شوروی، اقتصاد جمهوری آذربایجان به‌شدت آسیب دیده بود. میزان فقر در سال ۲۰۰۱ به ۴۹٪ رسیده بود بعداً درآمد ناخالص ملی جمهوری آذربایجان (GNI) به ۷٬۳۵۰ دلار (۲۰۱۳) سرانه، تولید ناخالص داخلی سرانه به ۷٫۹۱۲٫۵ دلار (۲۰۱۳) رسید و نرخ فقر در سال ۲۰۱۳ تا ۵٪ کاهش یافت.
تعدادی از برنامه‌های توسعه اقتصادی منطقه با هدف تنوع اقتصادی بین سال‌های ۲۰۱۴ و ۲۰۱۸ اجرا شد.
برآوردهای مجمع جهانی اقتصاد داووس نشان داد که اقتصاد آذربایجان برای سطح رقابت اقتصادی با سایر کشورها در رتبه ۳۸ جهان قرار دارد.
در ۱۹۹۴، یکی از قراردادهای مهم نفتی بین آذربایجان و ۱۳شرکت بزرگ نفتی به نمایندگی از ۸ کشور جهان به امضا رسید. این توافق در تاریخ به عنوان «قرارداد قرن» شناخته می‌شود.
در همان سال، روسای جمهور ایالات متحده، ترکیه، جمهوری آذربایجان، گرجستان، قزاقستان و ترکمنستان معاهده مشترکی بین دولت‌ها برای ساخت خط لوله باکو-تفلیس-جیحان را امضا کردند.
قراردادی در باکو بین بریتیش پترولیوم، استات اویل، لوکاگیپ، الف اکیتین (توتال کنونی) شرکت ملی نفت ایران، کمپانی نفت ترکیه؛ و شرکت سوکار یا شرکت نفت آذربایجان، برای بهره‌برداری از میدان گازی شاه دنیز امضا شد.
در سال ۱۹۹۹، انتقال نفت از طریق خط لوله باکو-سوپسا به مرحله بهره‌برداری رسید. این خط لوله به عنوان بخشی از قرارداد توسعه حوزه نفتی مربوط به میدان آذری-چراغ-گونشلی به‌شمار می‌رود.
بخش تولید نفت و گاز به شکوفایی درسایر زمینه‌های اقتصادی کمک کرد و باعث شد تا اصلاحات و اقدامات جدیدی برای دستیابی به ثبات اقتصاد کلان و مالی انجام گیرد. درآن سال‌ها، آذربایجان به نهادهای بین‌المللی مختلفی مانند صندوق بین‌المللی پول، بانک جهانی، بانک اروپایی بازسازی و توسعه، بانک توسعه اسلامی، بانک توسعه آسیایی پیوسته بود و به دلیل رشد اقتصادی نرخ فقر از ۶۸٪ در ۱۹۹۵ به ۲۹٪ در ۲۰۰۵ کاهش یافته بود.
در سال ۲۰۰۵، دولت تصمیم گرفت ارزش منات (واحد پول آذربایجان) را از نرخ ۱ به ۵۰۰۰ افزایش دهد. درفاصله سال‌های ۲۰۱۰–۲۰۰۵ به طور متوسط نرخ رشد سالانه تولید ناخالص داخلی «نفتی» ۳/۵ برابر بیشتر از تولید ناخالص داخلی «غیرنفتی» بوده‌است. سهم بخش نفت از تولید ناخالص داخلی این کشور از ۳۹ به ۶۰ درصد رسیده‌است. وام‌های بانکی و اقدامات تشویقی دولت به رشد سریع صنایع غیرنفتی کمک کرده‌است. رشد قابل توجه در صنعت ساختمان و بخش خدمات منجر به این واقعیت شد که در سال ۲۰۱۰ بخش غیرنفتی اقتصاد آذربایجان نرخ رشد صنعت نفت را پشت سربگذارد.